# Lispocephala fasciculata
Lispocephala fasciculata är en tvåvingeart som beskrevs av Malloch 1928. Lispocephala fasciculata ingår i släktet Lispocephala och familjen husflugor. Inga underarter finns listade i Catalogue of Life.